# Дани Мома Капора
Дани Мома Капора су културна манифестација посвећена очувању и промоцији књижевног и уметничког стваралаштва Момчила Моме Капора  – истакнутог српског писца, сликара и публицисте. Одржава се у Источном Сарајеву, пре свега на Филозофском факултету Универзитета у Источном Сарајеву, где је Капор почетком 2000-их био гостујући професор.

## Историјат
Манифестација је први пут одржана 2024. године под симболичним називом „Момо Капор: чувар адресе“, чиме се указује на његову дубоку повезаност са градовима у којима је живео и стварао. Време одржавања – почетак марта – подудара се с годишњицом његове смрти и служи као повод за одавање почасти његовом доприносу српској култури
].

## Организатори и покровитељи
Манифестацију заједнички организују:
Филозофски факултет Универзитета у Источном Сарајеву
Задужбина „Момчило Момо Капор“ из Београда
Културни клуб „Фронесис“ из Источног Сарајева
Град Источно Сарајево
Општине Источно Ново Сарајево и Источна Илиџа

## Програм манифестације
Током трајања манифестације приређују се различити културни садржаји:
Округли столови и предавања о Капоровом књижевном и ликовном раду
Изложбе његових слика и илустрација
Промоције књига и поетске вечери
Откривање спомен-плоча и планирање постављања бисте у његову частЈедан од запаженијих догађаја био је округли сто под називом „Момо Капор у свом и нашем времену“, на ком су учествовали професори, студенти и поштовaоци његовог дјела